# Olga Kalantarova
Olga Kalantárovna Kalantárova (en armenio: Օլգա Քալանթարի Քալանթարովա; Tiflis, Imperio ruso, 21 de marzojul./ 2 de abril de 1877greg.-Leningrado, Unión Soviética, 8 de noviembre de 1952) fue una pianista y profesora armenia.
Estudió música en la escuela de Tiflis titulándose en piano en 1895. Anna Yésipova vio su potencial creativo cuando tenía quince años, por lo que para proseguir sus estudios la acomodó en su propio domicilio en San Petersburgo, donde Kalantárova vivió el resto de su vida. Fue alumna de Yésipova, graduándose en 1902 en el Conservatorio de San Petersburgo, donde permaneció como su asistente desde 1903, siendo finalmente nombrada profesora en el mismo conservatorio en 1926. Durante su trayectoria continuó con las disposiciones de la escuela de piano de Yésipova, conservando incluso su inacabada obra manuscrita. Actuó en conciertos tanto en solitario como en trío junto con Leopold Auer y Aleksandr Verzhbilóvich.
Fue galardonada con el título de Artista de Honor de Rusia en 1938, y con la Medalla de los Trabajadores Distinguidos en 1946.
Falleció el 8 de noviembre de 1952, siendo enterrada en la Necrópolis de los Maestros del Arte, junto son su marido y también pianista Yevgueni Ivánovich Ilyín, y con su amiga y maestra de ambos, Anna Yésipova. Sobre su tumba, montada en un zócalo de granito, se levanta un monumento funerario de mármol blanco de grano fino, creado en 1900 por el escultor italiano Antonio Argenti, que representa una mujer angelical sentada con la cabeza agachada y las manos entrelazadas sobre un pedestal cubierto de flores.